# Eduard Kyrle
Eduard Kyrle (* 22. April 1854 in Schärding; † 29. Januar 1922 ebenda) war Apotheker und Abgeordneter zum Österreichischen Abgeordnetenhaus.

## Leben
Eduard Kyrle war Sohn des Apothekers Josef Kyrle (1813–1869). Nach dem Besuch einer Volksschule in Schärding ging er von 1865 bis 1869 auf das Stiftsgymnasium Kremsmünster. Danach machte er von 1870 bis 1873 eine Apothekerlehre in Salzburg und studierte von 1874 bis 1876 Pharmazie an der Universität Graz. Ab 1876 war er Apotheker in Schärding.
Als bekannter Heimatforscher war er 1904 Mitgründer und Obmann der Musealgesellschaft und ab 1906 des Musealvereins Schärding.
Eduard Kyrle war von 1884 bis 1899 Mitglied im Oberösterreichischen Landtag (VII., VIII. und IX. Wahlperiode), als Abgeordneter der Städte und Industrialorte (Wahlkreis Schärding). Er war im Jahr 1882 auch Gemeinderat und Vizebürgermeister und von 1911 bis 1913 Bürgermeister von Schärding.
Er starb am 29. Januar 1922 im Alter von 67 Jahren an einer Spätrhachitis, Entkräftung.
Er war römisch-katholisch und ab 1875 verheiratet mit Anna Baumgartner († 1912), mit der er mindestens drei Töchter und drei Söhne hatte, wobei ein Sohn jung verstorben ist. Der ältere Sohn war der Dermatologe Josef Kyrle (1880–1926), der jüngere Sohn war der Prähistoriker und Speläologe Georg Kyrle (1887–1937).

## Politische Funktionen
Eduard Kyrle war vom 3. Dezember 1889 bis zum 22. Januar 1897 Abgeordneter des Abgeordnetenhauses im Reichsrat (VII. und VIII. Legislaturperiode) und war dort für die Kurie Oberösterreich, Städte 5 (Ried, Haag, Obernberg, Braunau, Altheim, Mauerkirchen, Mattighofen, Schärding, Raab, Riedau, Peuerbach, Engelhartszell) zuständig. Er war der Nachfolger des verstorbenen Heinrich Klinkosch.

## Klubmitgliedschaften
Eduard Kyrle war Mitglied bei den Vereinigten Deutschen Linken.